# ICA AB
ICA AB (fork. for Inköpscentralernas Aktiebolag) er en svensk supermarkedskæde, der er blandt de ledende detailhandlere i Norden. Kæden havde ved udgangen af 2013 af i alt 2.127 butikker i Sverige, Estland, Letland og Litauen. Omsætningen var i 2013 på 99,456 mia. svenske kroner, og ICA beskæftigede ca. 21.000 ansatte. ICA er klart størst i Sverige, hvor man har en markedsandel på 36 procent.
ICA har tidligere været aktiv på det danske marked via joint-venture-selskabet ISO-ICA A/S, som drev supermarkedskæden ISO i Storkøbenhavn. Desuden ejede man også halvdelen af Statoil Detailhandel A/S, hvilket indebar, at flere Statoil-tankstationer derfor rummede ICA Express-butikker. ICA frasolgte sine danske aktiviteter i 2004.

## Historie
ICA regner sin historie tilbage til 1917, da Hakon Swenson grundlagde AB Hakon Swenson, også kaldet Hakonbolaget, i Vesterås. Selskabet byggede på "ICA-idéen"; at lade mindre købmand fortsætte som selvstændige, men samtidig få del i stordriftsfordele ved fælles indkøb og markedsføring.
Men først i 1938 opstår det, der i dag kendes som ICA. Det sker, da Hakon Swenson, Rudolf Lifwendahl, Emil Clemendtson og Erik Karlsson-Kyhlstedt til middag i førstnævntes hus i den svenske by Västerås. De fire havde hver sin grossistvirksomhed, og man blev her enige om at fusionere de fire virksomheder til den nye Inköpscentralernas Aktiebolag, der blev grundlagt i 1939.